# Projektivna ravnina
Projektivna ravnina je ploskev, ki razširja pojem ravnine. To je ravnina z Eulerjevo karakteristiko enako 1. Je običajna ravnina, ki vsebuje tudi točko v neskončnosti, kjer se sekajo vzporedne premice. V običajni ravnini se vzporednice sekajo v neskončnosti. Projektivno ravnino si lahko predstavljamo kot, da bi zlepili diametralno nasprotne točke sfere tako, da bi medsebojno zamenjali dve točki, ki povezujeta odsek na sferi. Tega ne moremo narediti v trirazsežnem prostoru brez medsebojnega sekanja ploskve. Zaradi tega jo imenujemo tudi zvita sfera . Projektivne ravnine ne moremo vložiti v trirazsežni evklidski prostor. Projektivna ravnina je neorientabilna ploskev.
Posebni obliki sta realna projektivna ravnina z oznako {\displaystyle \mathbb {R} \mathbb {P} ^{2}} (tudi {\displaystyle \mathbb {P} ^{2}(\mathbb {R} )}) in kompleksna projektivna ravnina, ki jo označujemo s {\displaystyle \mathbb {C} \mathbb {P} ^{2}}.
Naj bo {\displaystyle K} kolobar z deljenjem in naj {\displaystyle K^{3}} označuje množico vseh mogočih trojk {\displaystyle x=(x_{0},x_{1},x_{2})} elementov iz {\displaystyle K}. Za vsak neničelen {\displaystyle x\,} v {\displaystyle K^{3}} in premico v {\displaystyle K^{3}} skozi izhodišče in {\displaystyle x\,} podmnožica 
{\displaystyle \{kx+ly:k,l\in K\}}
spada v {\displaystyle K^{3}}.
Projektivno ravnino nad {\displaystyle K} označujemo s {\displaystyle K\mathbb {P} ^{2}}. To je množica vseh premic v {\displaystyle K^{3}} skozi izhodišče. Podmnožica {\displaystyle L}, ki pripada {\displaystyle K\mathbb {P} ^{2}}, je premica v {\displaystyle K\mathbb {P} ^{2}}, če obstoja ravnina v {\displaystyle K^{3}}, v kateri je množica premic natančno {\displaystyle L}.

## Zgledi
- Realno projektivno ravnino {\displaystyle \mathbb {R} \mathbb {P} ^{2}} dobimo, če zavzame {\displaystyle K} samo realne vrednosti. Kot zaprta neorientabilna realna 2-razsežna mnogoterost služi kot osnovni primer v topologiji.
- Kompleksno projektivno ravnino {\displaystyle \mathbb {C} \mathbb {P} ^{2}} dobimo, če zavzame {\displaystyle K} kompleksne vrednosti.  To je zaprta kompleksna neorientabilna dvorazsežna mnogoterost in torej tudi zaprta orientabilna realna štiri razsežna mnogoterost.
- Kvaternionska projektivna ravnina z oznako {\displaystyle \mathbb {H} \mathbb {P} ^{2}} je razširitev  realnega projektivnega prostora in kompleksnega projektivnega prostora na področje kjer koordinate ležijo v kolobarju kvaternionov.
- Oktonioni ne tvorijo kolobarja z deljenjem zato zgornja definicija ni primerna. Običajno velja Cayleyjeva ravnina za projektivno ravnino nad oktonioni.